# Anomophysis australis
Anomophysis australis är en skalbaggsart som beskrevs av Reé Michel Quentin och Jean François Villiers 1981. Anomophysis australis ingår i släktet Anomophysis och familjen långhorningar. Inga underarter finns listade i Catalogue of Life.